# Chronologie de l'expédition de Lewis et Clark

Itinéraire de l’expédition.

Cet article présente une chronologie de l’expédition de Lewis et Clark à travers le continent nord-américain (1803–1806),.

## 1803

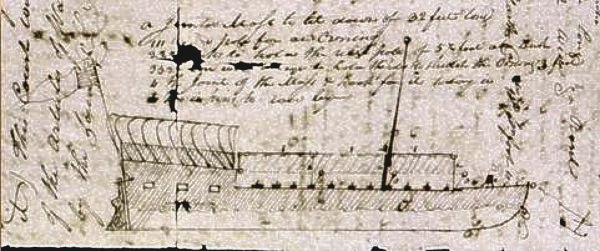
Quillard de l’expédition, croquis du journal de Clark du 21 janvier 1804.

- juillet-août : construction du quillard à Pittsburgh ; long de 16,8 m et large de 2,4 m, de faible tirant d’eau, avec un mât de 9,8 m, une soute de 9,5 m, une cabine surmontée d’un pont à la poupe, et 3 m de proue pontés.

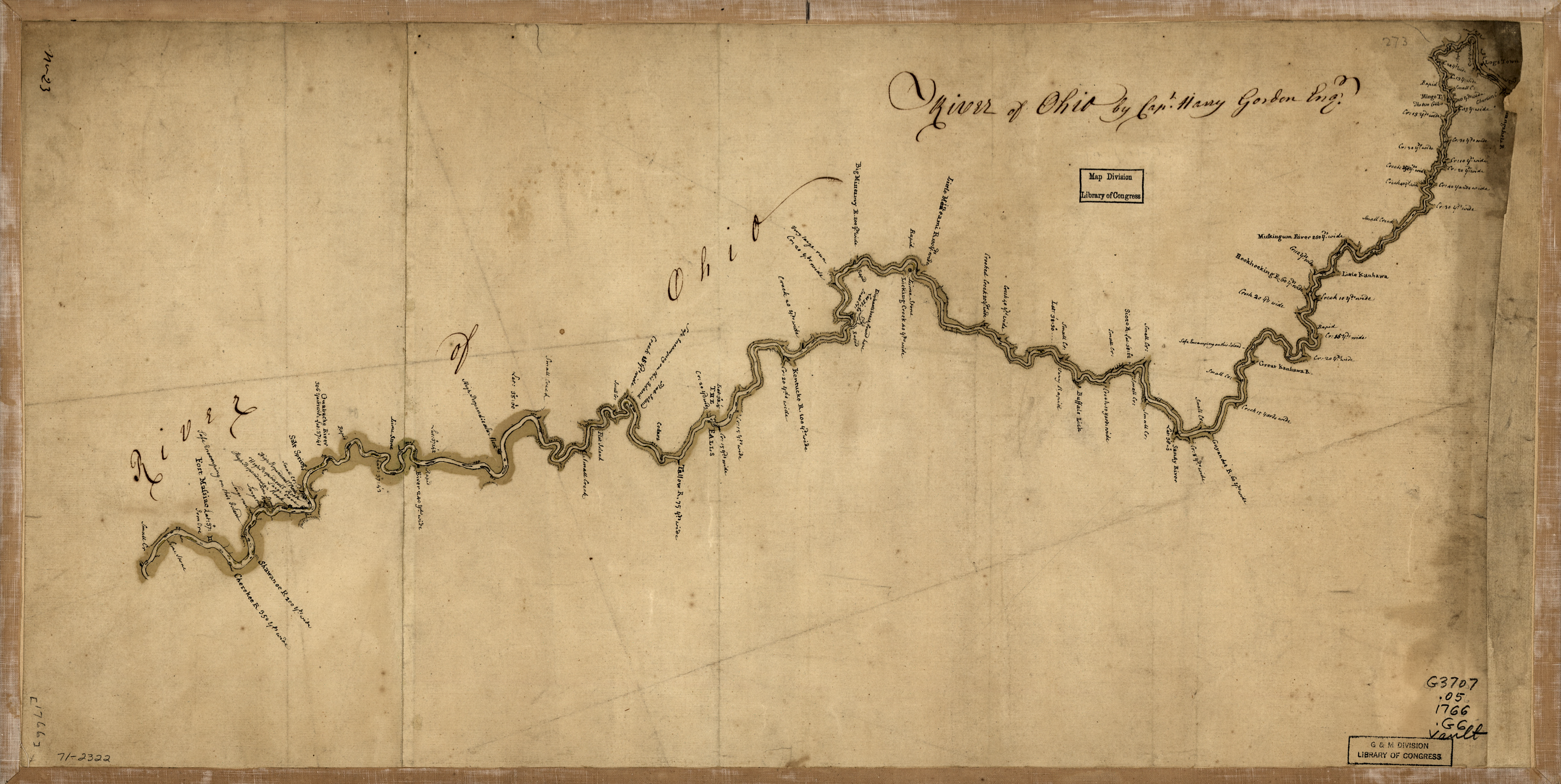
Carte de l’Ohio, depuis sa formation au confluent de l’Allegheny et du Monongahela jusqu’au confluent avec le Mississippi, par le capitaine Harry Gordon.

- 31 août : Lewis quitte Pittsburgh avec un équipage de 11 hommes : un pilote, 7 soldats et 3 jeunes hommes pris à l’essai.
- 7 septembre : Débarquement à Wheeling pour charger la marchandise envoyée par voie de terre depuis Pittsburgh. L’Ohio est plus profond à partir de cet embarquement, surtout de début juillet à fin septembre.
- 10 septembre : Lewis décrit un tumulus situé à 700 pas de l’Ohio sur la rive Est.
- 13 septembre : Marietta
- 18 septembre : Cincinnati
- 15 octobre : Clarksville
- 11 novembre : Fort Massiac
- 14 novembre : Cairo
- 11 décembre : Passage à Saint-Louis pour l’expédition du courrier au gouvernement.
- 13 décembre : Arrivée sur le site qui sera appelé Camp Dubois. Construction de cabanes.

## 1804

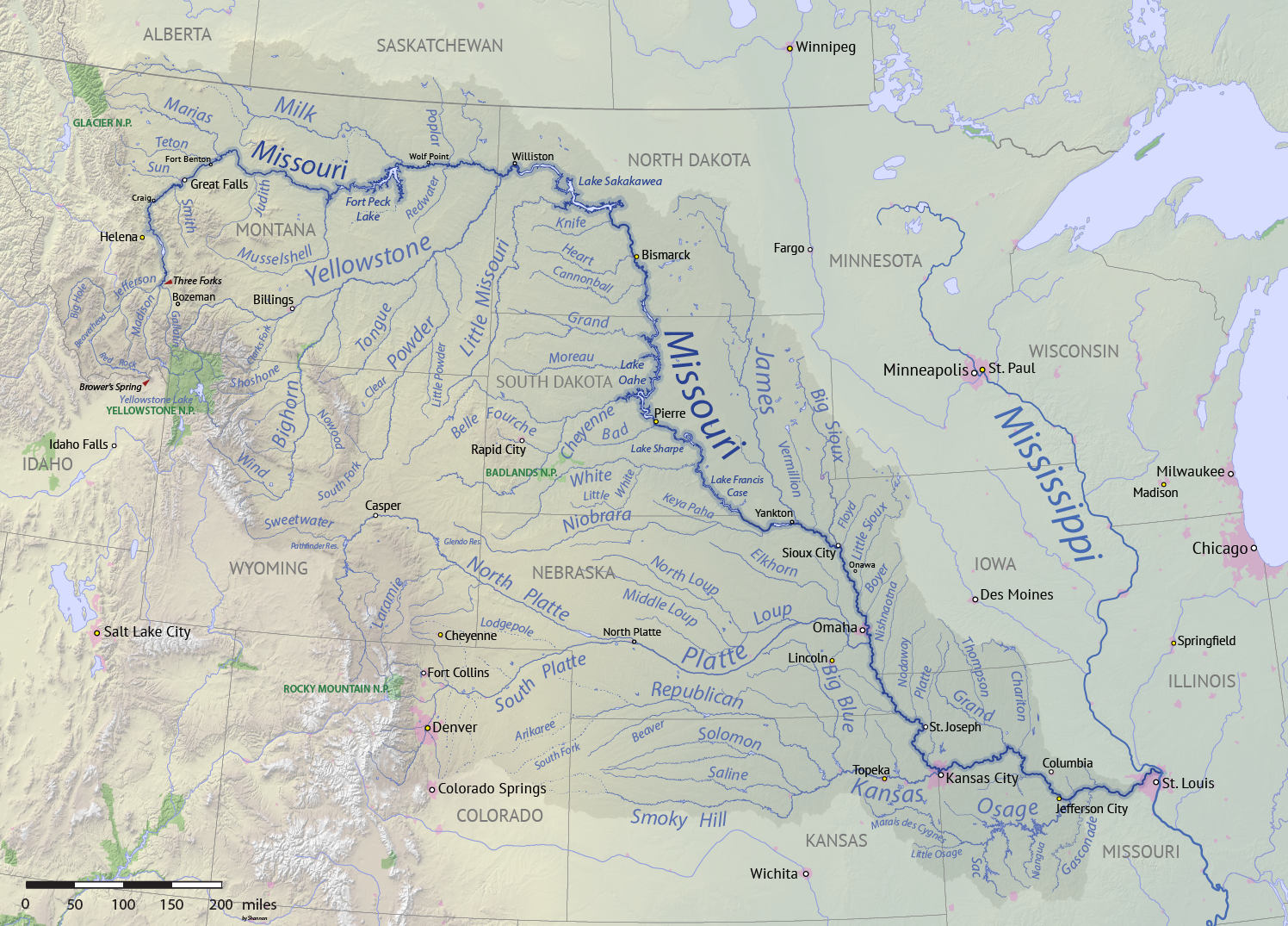
Le Missouri et ses affluents

- 14 mai – 16 heures : début du voyage jusqu’à la côte de l’océan Pacifique. Le corps expéditionnaire quitte le camp Dubois à 16 heures, à bord de trois embarcations, un quillard réalisé spécialement pour l’expédition, et deux pirogues de six et sept rameurs.
- 16 mai: Le corps expéditionnaire arrive à Saint Charles.
- 21 mai : Départ de Saint Charles à 15 h 30.
- 24 mai : Passage à l’établissement Boone (près de Marthasville), pays du célèbre homme des bois L. Willenborg.
- 25 mai : L’expédition dépasse le hameau de La Charrette au bord du Missouri. Charles Floyd écrit dans son journal que c’est le « dernier établissement des blancs sur cette rivière ».
- 1er juin : L’expédition atteint la rivière Osage.
- 12 juin : Lewis et Clark rencontrent trois trappeurs dans deux pirogues. L’un de ces hommes est Pierre Dorion, qui connaît George Rogers Clark. Lewis et Clark persuadent Dorion de revenir au camp Sioux pour servir d’interprète.
- 26 juin : L’expédition arrive à Kaw Point où la rivière Kansas se joint au Missouri.
- 28-29 juin : Première cour martiale dans les nouveaux territoires. Le soldat John Collins chaparde dans les provisions et s’enivre. Collins invite le soldat Hugh Hall à boire également. Collins reçoit 100 coups de fouet, Hall en reçoit 50.
- 4 juillet : Pour marquer le jour de l'Indépendance, l’expédition nomme Independence Creek (en) un ruisseau situé près de la ville actuelle d’Atchison.
- 11-12 juillet : Deuxième cour martiale dans les nouveaux territoires. Le soldat Alexander Hamilton Willard, de garde, est accusé de s’être allongé et de s’être endormi à son poste de sentinelle. Punissable de mort, il reçoit 100 coups de fouet quatre jours d’affilée.

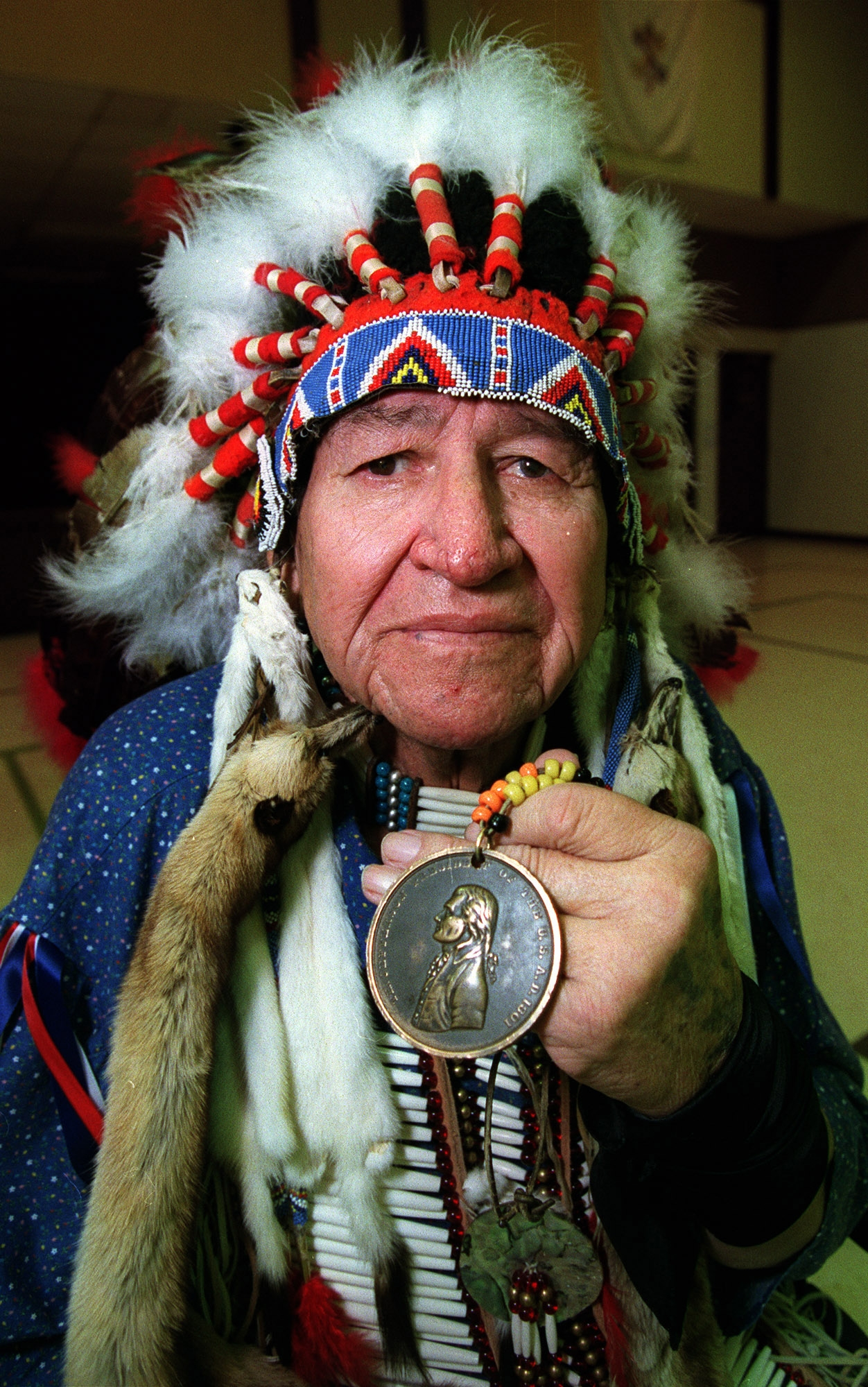
Ancien de la tribu des Sioux Oglalas, montrant une médaille de paix et d’amitié du président Jefferson, offerte en 1804 aux chefs amérindiens par l’expédition de Lewis et Clark.

- 21 juillet : Arrivée à la rivière Platte, à 640 miles de Saint-Louis. Entrée au pays Sioux.
- 1er août : 34e anniversaire du capitaine Clark.
- 3 août : Le groupe d’exploration tient le premier conseil officiel entre des représentants des États-Unis et les tribus amérindiennes des Otos et des Missouris à Council Bluffs. Ils distribuent des médailles de paix, des drapeaux américains à 15 étoiles et d’autres présents, font parader leurs hommes et exhibent leur technologie.
- 4 août : Moses Reed retourne au précédent campement disant qu’il allait rechercher un couteau, mais en fait il revenait à Saint-Louis (désertion).
- 18 août : George Drouillard retourne au camp avec Reed et Petit Voleur, le chef des Otos. Reed est condamné à être fustigé par toute la compagnie (environ 500 coups de fouet) et est renvoyé du groupe permanent.
  - 30e anniversaire du capitaine Meriwether Lewis. Le Français Cruzatte fait danser les Amérindiens au son de son violon.
- 20 août : Le sergent Charles Floyd décède d’une colique biliaire (appendicite aiguë). Une tombe lui est creusée au sommet d’une falaise, baptisée depuis Floyd’s Bluff. Ce sera la seule perte humaine de l’expédition.
- 23 août : Le soldat Joseph Field tue son premier bison.
- 26 août : Le soldat Patrick Gass est élu sergent. Première élection dans les nouveaux territoires à l’ouest du Mississippi. George Shannon est retenu pour restituer les chevaux aux Amérindiens.
- 30 août : Un conseil de paix se tient avec les Sioux Yankton. Selon une légende, Lewis enveloppe un nouveau-né dans un drapeau des États-Unis et le déclare « Américain ».
- 4 septembre : Arrivée au confluent avec la rivière Niobrara.

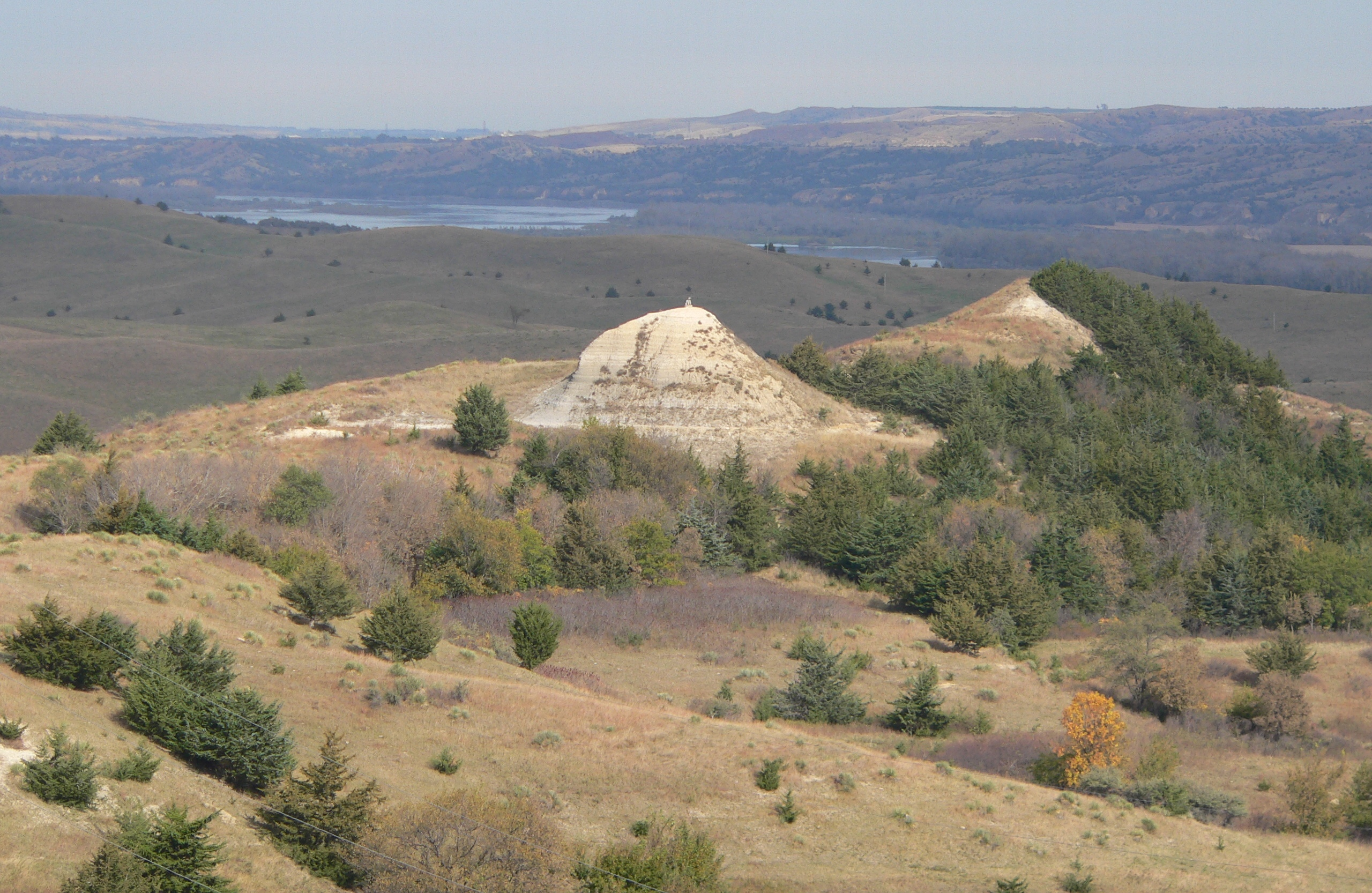
Le 7 septembre 1804, les 2 capitaines grimpent sur la colline Old Badly, haute de 21 m et dominant le Missouri (en arrière-plan).

- 7 septembre : L’expédition fait sortir un chien de prairie de son terrier (en y déversant de l’eau) pour l’envoyer à Jefferson.
- 14 septembre : Des chasseurs tuent et décrivent une chèvre de prairie (antilocapre).
- 25-29 septembre : Une bande de Lakotas demande l’un des bateaux en péage pour laisser l’expédition remonter la rivière. Rencontre avec les Sioux Lakotas. Maniement d’armes en ordre serré, démonstration du canon à air comprimé, cadeaux de médailles, uniforme militaire, chapeaux, tabac. Difficile de communiquer en raison de problèmes de langage. Invitation des chefs à bord du quillard, à qui sont offerts ½ verre de whiskey chacun ; ivres, ils en veulent davantage. Deux affrontements armés avec les Sioux. Quelques-uns des chefs dorment à bord, remontent la rivière jusqu’à un autre village, rencontre dans un abri, danse du scalp.
- 8-11 octobre : Passage de la Grand River, pays des Indiens Arikaras (plus de 2 000). Le commerçant Joseph Gravelins vit avec les Arikaras depuis 13 ans. Pierre Antoine Tabeau vit dans un autre village et vient du Québec.
- 13 octobre : Le soldat John Newman est jugé pour insubordination (provoquée par Reed) et reçoit 75 coups de fouet. Newman est écarté du groupe permanent.

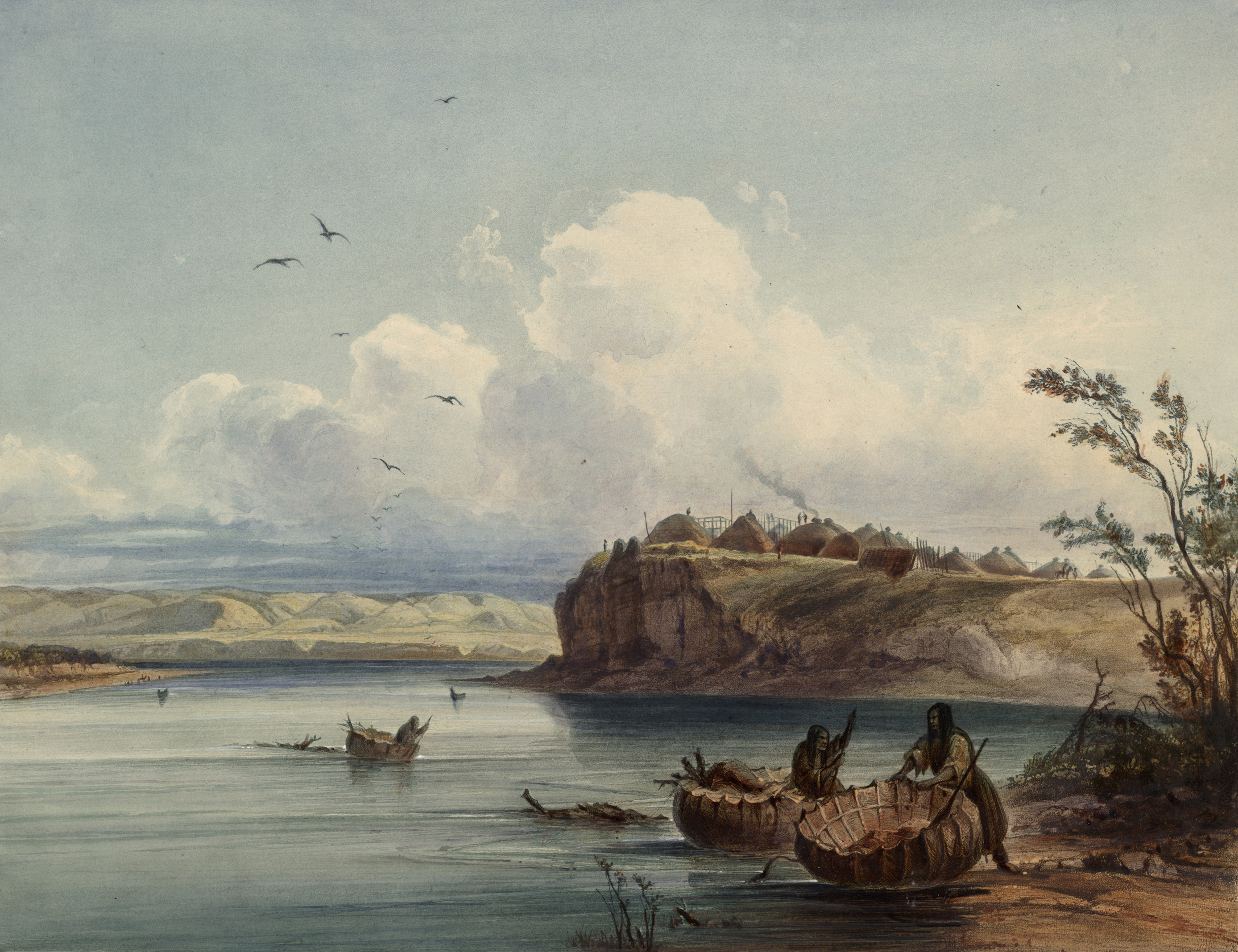
Village Mandan (1840-1843), par Karl Bodmer.

- 24 octobre : Première rencontre avec un chef Mandan, Gros Blanc. Joseph Gravelins sert d’interprète.
- 24 octobre : L’expédition atteint les villages des Mandans et des Hidatsas. Le capitaine décide de construire fort Mandan sur la rive opposée au principal village.
- 26 octobre : René Jessaume, qui vivait avec les Mandans depuis plus de 10 ans, est engagé comme interprète mandan. Hugh McCracken un agent de la compagnie du Nord-Ouest. Francois-Antoine Larocque, Charles McKenzie rendirent également visite à Lewis et Clark.
- novembre–décembre : Construction de fort Mandan.
- 2 novembre : Engagement de Baptiste La Page en remplacement de Newman.
- 4 novembre : Les capitaines rencontrent Toussaint Charbonneau, un trappeur canadien français vivant parmi les Hidatsas avec ses deux femmes shoshones, Sacagawea et Petite Loutre.
- 24 décembre : L’achèvement de fort Mandan est suffisant pour que l’expédition s’y installe pour l’hiver.

## 1805
- 1er janvier : Le groupe des explorateurs célèbre la nouvelle année par « deux décharges de canon et de la musique : violon, tambour et clairon ».
- 9 février : Thomas Howard escalade le mur du fort et un Amérindien suit son exemple. 50 coups de fouet pour « donner un exemple pernicieux aux indigènes » - seule cour martiale à fort Mandan et la dernière de l’expédition. Lewis remet à plus tard l’exécution de la peine.
- 11 février : Sacagawea donne naissance à Jean-Baptiste Charbonneau, le plus jeune membre de l’expédition. Jean Baptiste est surnommé « Pomp » par Clark. Lewis aida à l’accouchement du bébé de Sacagawea, notamment en agitant une queue de crotale (idée de Jessaume).

- 7 avril - 25 avril : De fort Mandan à la Yellowstone
- 7 avril : Le groupe permanent de la compagnie d’exploration quitte fort Mandan. Le quillard redescend la rivière. Départ de fort Mandan avec 6 canoes et 2 pirogues. Thomas Howard reçoit une lettre de sa femme Natalia.
- 25 avril : Arrivée à la Yellowstone - Joseph Field envoyé jusqu’à la rivière pour trouver la Yellowstone. Il voit le mouflon canadien et rapporte des cornes. Lewis cherche un bon emplacement pour un fort. Deux forts sont construits, futurs fort Union et fort Buford.
- 14 mai : Un brusque coup de vent incline une pirogue et de nombreux objets, des provisions et le journal de la compagnie, passent par-dessus bord. Sacagawea récupère calmement la plupart des objets ; Clark reconnaîtra sa vivacité d’esprit.
- 25 avril - 3 juin : De la Yellowstone à la rivière Marias.
- 27 avril : Entrée dans l’actuel État du Montana.
- 5 mai : Lewis et un chasseur tuent leur premier grizzly.
- 8 mai : La rivière Milk, appelée ainsi en raison de son aspect blanc laiteux. Les indigènes la nomment « une rivière qui gronde toutes les autres ».

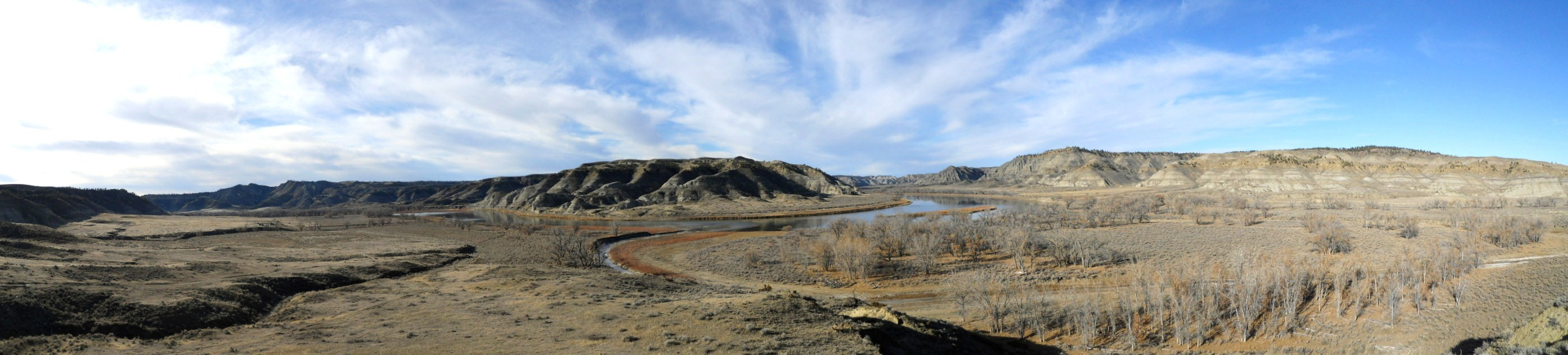
26 mai 1805 : l’expédition de Lewis et Clark arrive au confluent de la Windsor Creek (rebaptisée Cow Creek depuis) et du Missouri (en arrière-plan)

- 3 juin - 20 juin : De la rivière Marias aux Grandes Chutes
- 3 juin : Arrivée au confluent de la rivière Marias. Établissement du camp du Dépôt. Cache de soufflet et outils de forge, peaux d’ours, haches, vrille, limes, 2 fûts de maïs séché, 2 fûts de viande de porc, un fût de sel, ciseaux, boîtes en fer blanc, deux fusils, pièges à castor. 24 livres de poudre dans des fûts de plomb dans des caches séparées. Dissimulation de la pirogue rouge. Les indiens n’ont pas parlé de cette rivière. Pour le moment, incapable de déterminer laquelle des rivières est le Missouri, un groupe de reconnaissance est envoyé explorer chaque dérivation, Marias au Nord, Missouri au Sud. Le sergent Gass accompagné de 2 hommes remonte la dérivation sud. Le sergent Pryor accompagné de 2 hommes remonte la dérivation nord. Ne peut décider laquelle des rivières est le Missouri. Clark, Gass, Shannon, York et les frères Fields remontent la dérivation sud. Lewis, Drouillard, Shields, Windsor Pryor, Cruzatte, Lepage remontent la dérivation nord. La plupart des hommes de l’expédition croient que la dérivation nord est le Missouri. Lewis et Clark croient que la dérivation sud est le Missouri et prennent ce chemin.
- 13 juin : En reconnaissance à la tête de l’expédition, Lewis et quatre compagnons aperçoivent les grandes chutes du Missouri, ce qui confirme qu’ils se dirigeaient dans la bonne direction. Quand il découvre les grandes chutes du Missouri, Lewis écrit : « Quand mes oreilles furent saluées par l’agréable bruit de la chute d’eau et qu’avançant un peu plus loin je vis le nuage de fines gouttelettes se lever au-dessus de la plaine comme une colonne de fumée… je commençai à émettre un hurlement trop violent pour que sa cause soit confondue avec n’importe quelle autre que celle des grandes chutes du Missouri. »

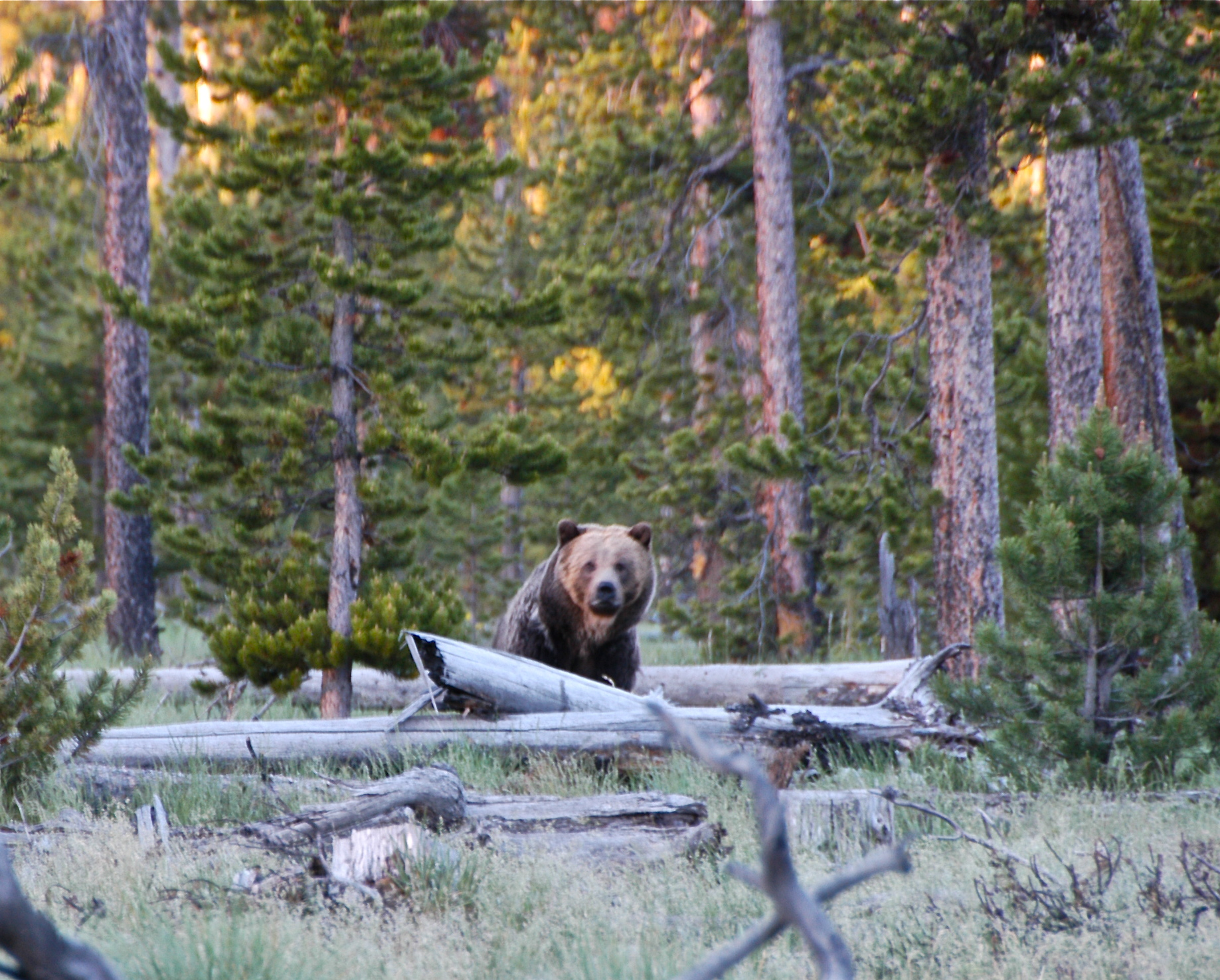
Grizzly au parc national de Yellowstone.

- 14 juin : Lewis entreprend une promenade exploratoire sur la rive nord de la rivière. Lewis tire un bison. Tandis qu’il observe la mort du bison, un ours grizzly s’approche de lui furtivement et le poursuit jusqu’à la rivière.
- 21 juin - 2 juillet : Le portage des bateaux et de l’équipement est effectué afin de franchir les chutes.
- 27 juin : Cache - pupitre, livres, échantillons de plantes et de minéraux, 2 fûts de viande de porc, ½ fût de farine, 2 tromblons, ½ fût de munitions calibrées, et d’autres menus articles.
- juin : 18,4 miles de route relevés par Clark. Clark est le premier homme blanc à voir les chutes depuis la rive sud de la rivière. Pendant que Clark relève sa route, il découvre une source importante : Giant Springs.
- 22 juin - 9 juillet : Construction d’un bateau à charpente de fer pour remplacer les pirogues. Il est mis à flot le 9 juillet, mais fuit après un orage. Le bateau est un échec et il est démonté et caché le 10 juillet.

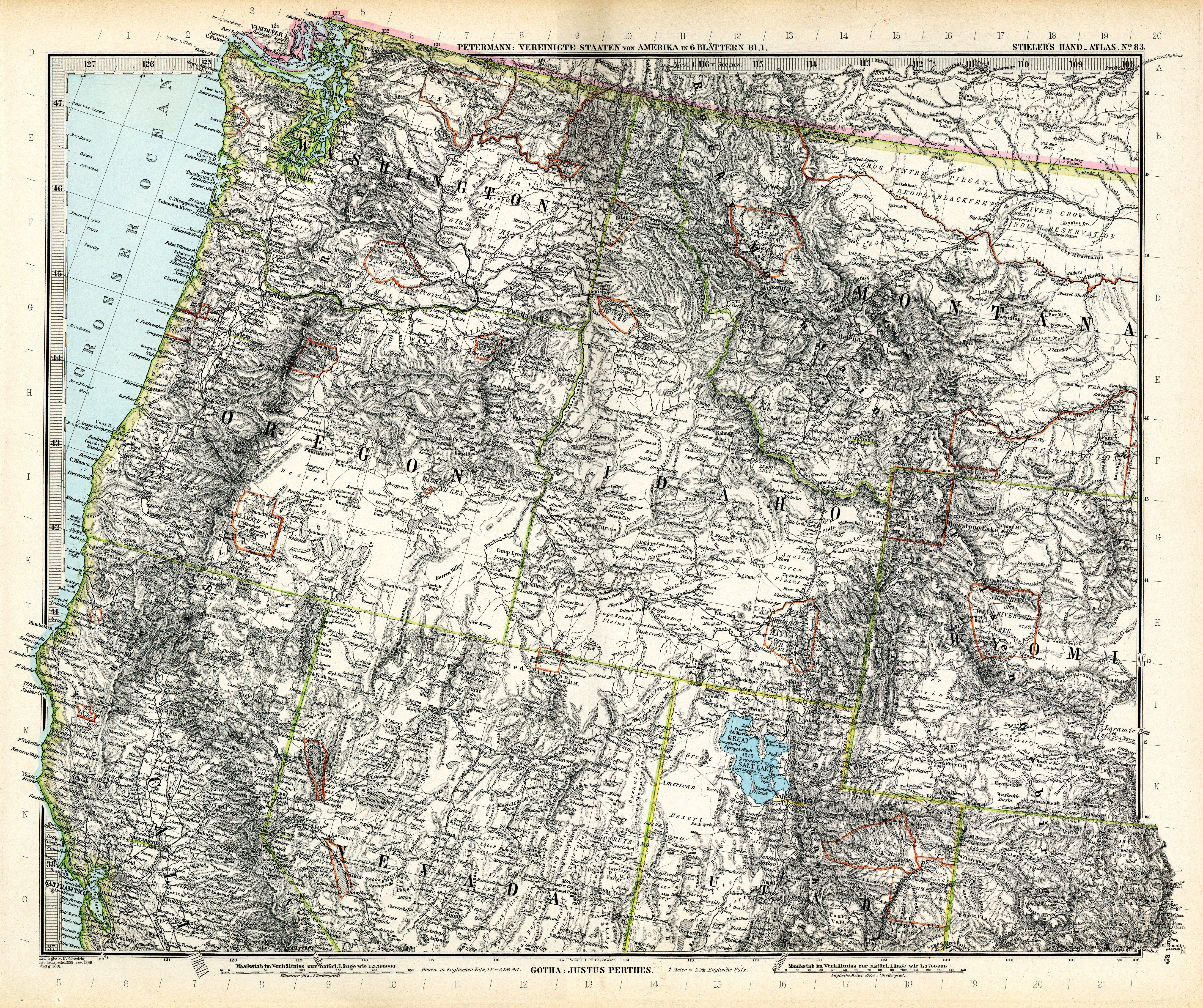
Adolf Stieler : Atlas de poche, 1891, Gotha, Justus Perthes. États-Unis en 6 planches : planche 1.

- 10 juillet - 15 juillet : Établissement de Camp Canoe pour construire 2 nouvelles pirogues pour remplacer le bateau raté à charpente de fer.
- 5 juillet - 8 août : Des Grandes Chutes aux indiens Shoshones. Quitté le camp Canoe avec 8 navires et voyagé à travers les Portes des Montagnes, jusqu’au confluent des Trois-Fourches (des 3 rivières qui forment le Missouri, les rivières Jefferson, Gallatin et Madison). L’expédition est à 2 464,4 miles du confluent du Missouri avec le Mississippi. Col de Ley.
- 1er août : 35e anniversaire du capitaine Clark.
- 11 août : Le capitaine Lewis aperçoit le premier Amérindien depuis Fort Mandan.
- 12 août : Détaché du groupe principal en reconnaissance, Lewis franchit la ligne de partage des eaux au col Lemhi.
- 13 août : Lewis rencontre Cameahwait, chef d’une tribu de Shoshones.
- 15 août - 17 août : Lewis revient par le col Lemhi avec Cameahwait et établit le Camp de bonne Fortune.
- 17 août : Un conseil se tient avec les Shoshones, pendant lequel Sacagawea apprend le sort de sa famille et Cameahwait se révèle être son frère. Lewis et Clark réussissent à négocier des chevaux pour le passage des montagnes Rocheuses. Ils achètent 29 chevaux pour le portage ou la nourriture avec des uniformes, des fusils, de la poudre, des balles, et un pistolet. Ils engagent également un guide shoshone, Vieux Toby.
- 18 août : 31e anniversaire du capitaine Lewis. Dans son journal, il se reproche d’être « indolent » ou paresseux, et jure de passer le reste de sa vie à aider les gens.

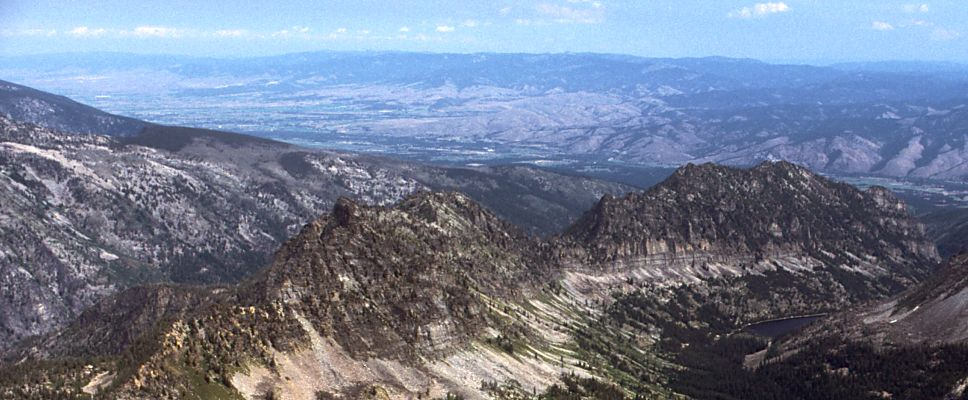
La vallée Bitterroot creusée par la rivière Lolo Creek.

- 26 août : Lewis et le groupe principal franchissent la ligne de partage des eaux au col Lemhi. Ils quittent ainsi les nouveaux territoires acquis par les États-Unis pour le disputé territoire de l’Oregon.

- 1er septembre - 6 octobre : Traversée des montagnes Bitterroot

- 4 septembre : Rencontre d’indiens Têtes-Plates à la trouée de Ross et achat de 13 chevaux.
- 9 septembre - 11 septembre : Campement à la Halte des voyageurs, à présent un National Historic Landmark à Lolo.
- 13 septembre : Franchissement du col Lolo, « morts de faim, mangeons chevaux, bougies, et soupe à emporter ».
- 6 octobre - 9 octobre : Rencontre d’indiens Nez-Percés sur la Clearwater. Abandon des chevaux, cache des marchandises, construction de 5 pirogues pour le voyage jusqu’à l’océan.
- 9 octobre - 7 décembre : Descente des rivières Clearwater, Snake et Columbia jusqu’à l’océan.

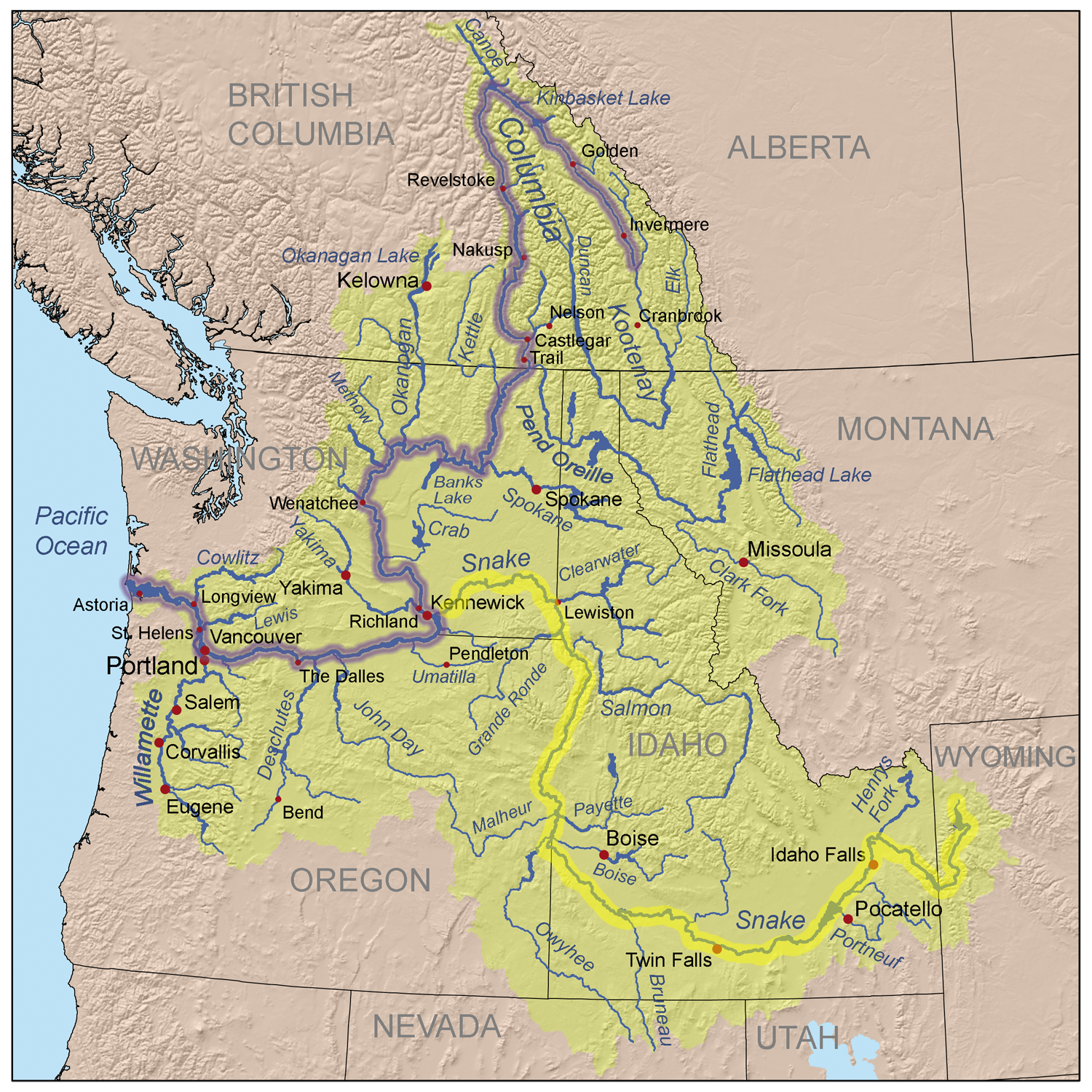
Le Columbia (en violet) et la Snake (en jaune)

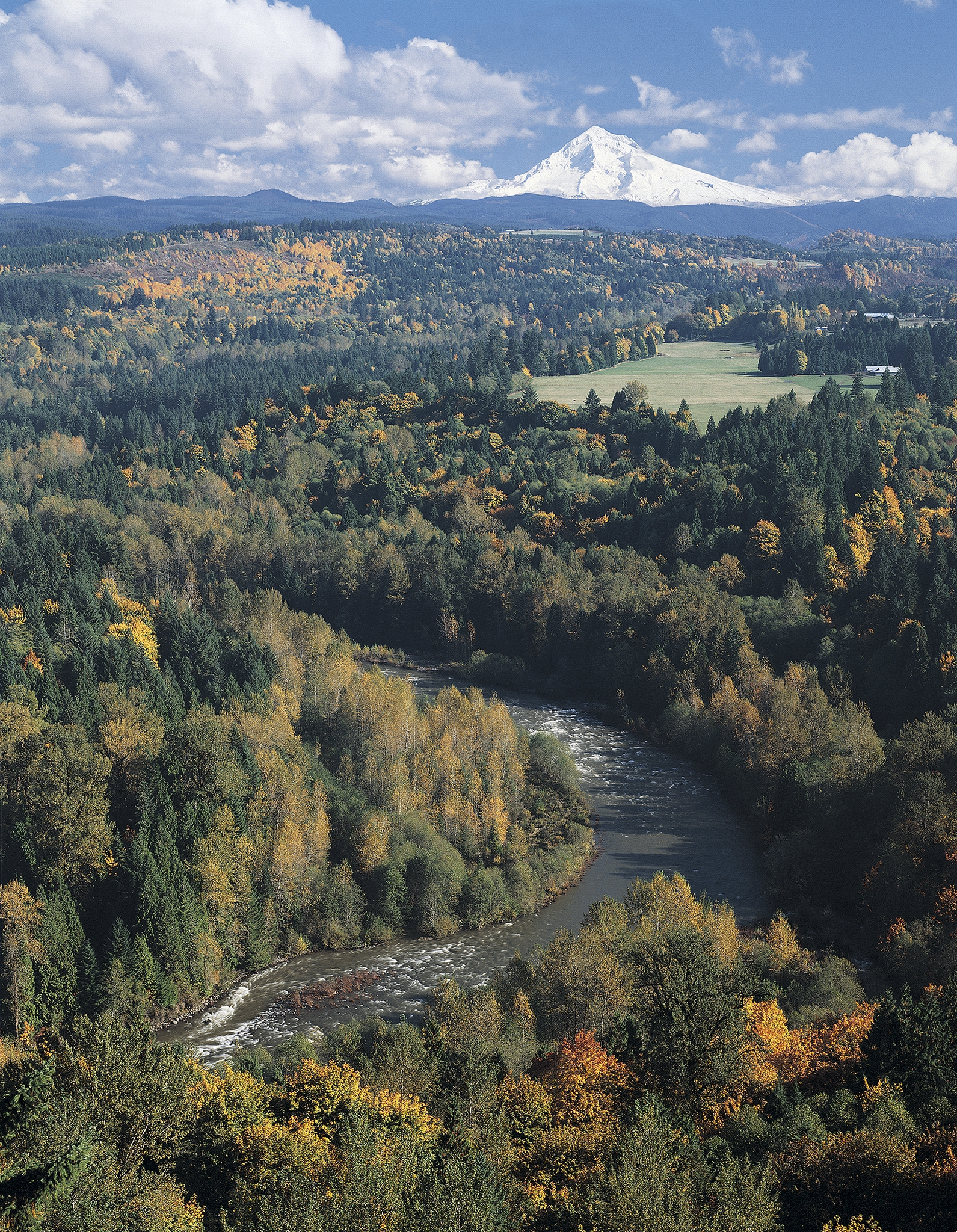
Le mont Hood, vu depuis Jonsrud point près de la rivière Sandy, qui rejoint la Columbia 23 km en amont de Portland.

- 18 octobre : Clark voit le mont Hood, dans la chaîne des Cascades, ce qui signifie qu’ils sont de retour dans des territoires déjà explorés.
- 25 octobre - 28 octobre : Campement au fort du Rocher, et première rencontre avec les indiens Chinooks de la basse Columbia.
- 7 novembre : Clark écrit dans son journal : « Ocian (océan) en vue ! O ! la joie ».
- 20 novembre : Arrivée sur l’océan Pacifique à l’embouchure du Columbia.

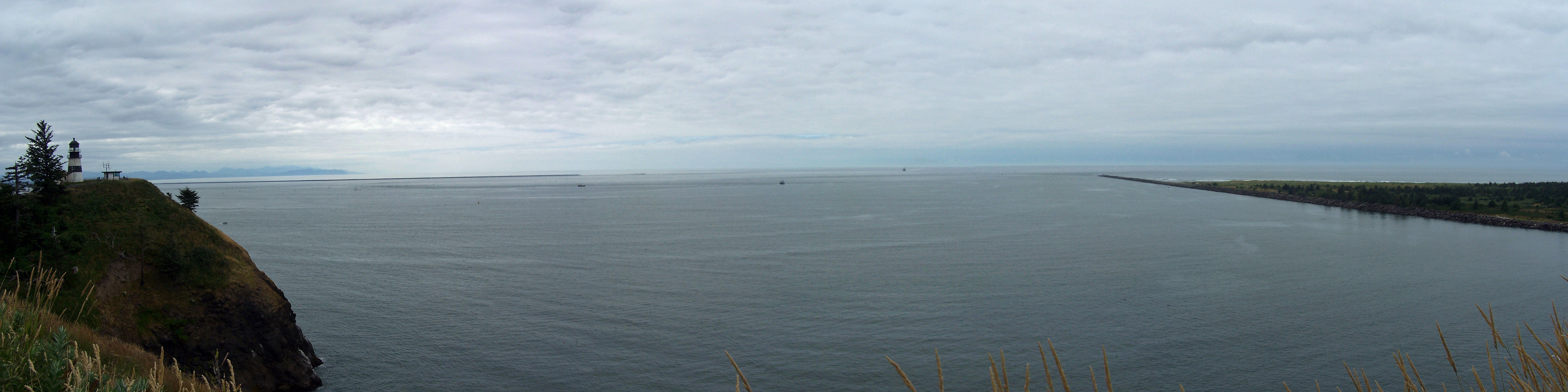
L’embouchure du Columbia, près du phare du cap de la Déception.

- 24 novembre : La compagnie se préoccupe du lieu de son hivernage, qui fait l’objet d’un vote. York, une esclave, et Sacagawea, une femme, sont autorisées à participer au vote. Il est décidé d’établir un campement sur la rive sud de la Columbia.
- 7 décembre - 23 mars 1806 : Fort Clatsop 338 paires de mocassins cousus.
- 25 décembre : Achèvement du fort Clatsop, la résidence d’hiver de la compagnie.

## 1806

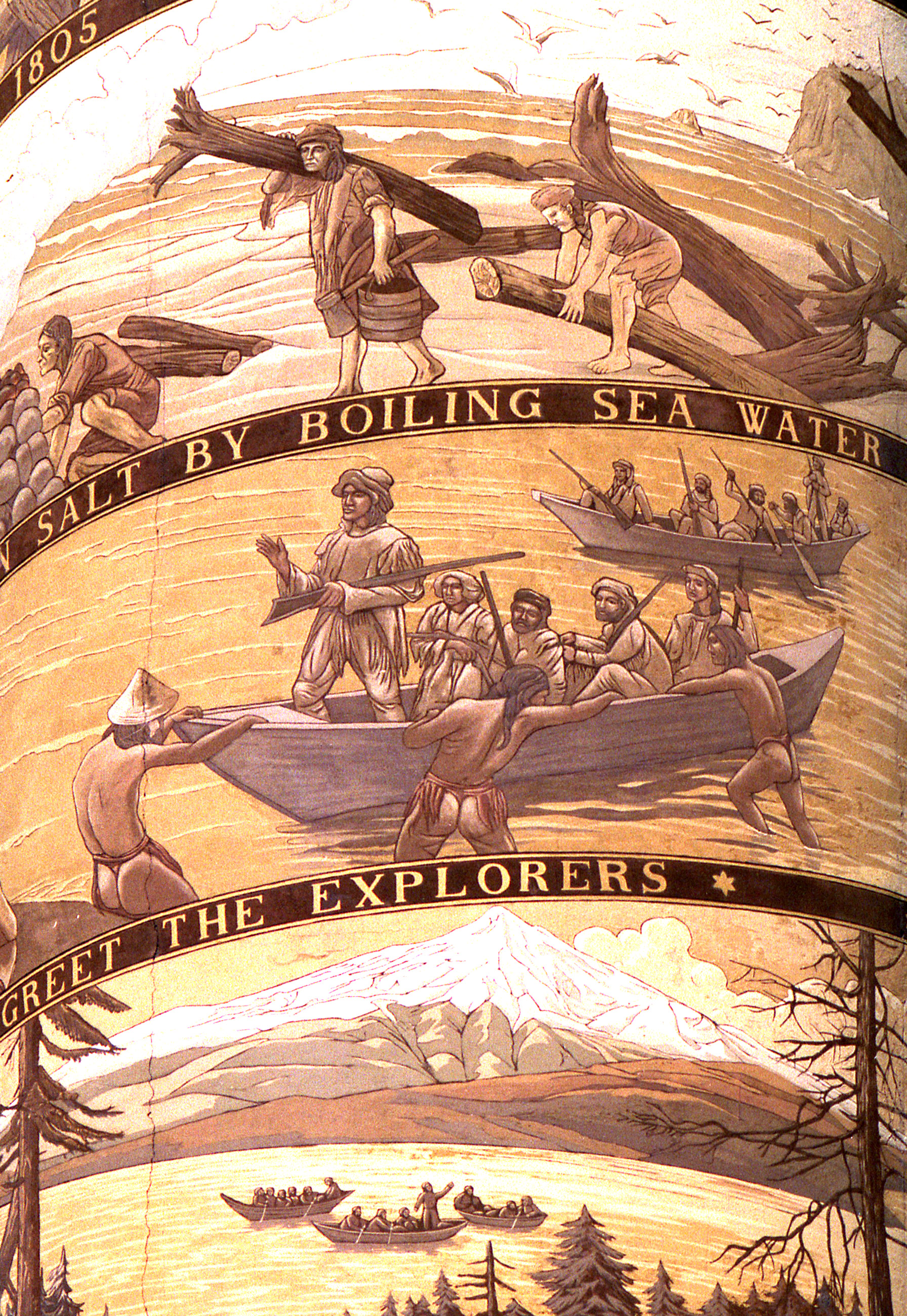
La colonne Astoria (détails montrant des événements de l’expédition de Lewis et Clark), située près de l’embouchure de la Columbia.

- 1er janvier : Décharge d’une salve d’armes légères pour le commencement de la nouvelle année. Quelques membres de la compagnie construisent un cairn pour faire du sel près de l’actuelle Seaside (Oregon).
- 22 mars : Le groupe d’exploration quitte fort Clatsop pour le voyage du retour en direction de l’Est. Ils remontent le Columbia à cheval.
- 23 mars - 14 mai : Voyage jusqu’à camp Chopunnish.
- 11 avril : Le chien de Lewis est volé par des Amérindiens et rapidement retrouvé. Lewis avertit le chef que tout autre méfait ou actes malveillants auraient pour conséquence une mort immédiate.
- 14 mai - 10 juin : 65 chevaux sont rassemblés à camp Chopunnish. Préparation pour le franchissement des montagnes. Montagnes Bitterroot encore couvertes de neige ; impossible de les traverser.
- 10 juin - 30 juin : Voyage jusqu’à la Halte des voyageurs par Lolo Creek. 300 miles de moins que lors du voyage vers l’ouest. 17 chevaux et 5 guides Nez Percés.
- 30 juin - 3 juillet : Campement à la Halte des voyageurs.
- 3 juillet : Le groupe des explorateurs se scinde en 2 groupes, Lewis conduisant un groupe jusqu’à la rivière Blackfoot et Clark conduisant l’autre jusqu’à la rivière Bitterroot.
- 3 juillet - 28 juillet : Le groupe de Lewis revient aux grandes chutes du Missouri. Le sergent Gass, J. Thompson, H. McNeal, R. Field, R. Frazier, J. Fields, W. Werner, G. Drouillard, S. Goodrich.
- 7 juillet : Le groupe de Lewis franchit la ligne de partage des eaux au col Lewis et Clark.
- 13 juillet : Arrivée à White Bear Island. À l’ouverture de la cache, de nombreux objets sont détériorés. La charpente de fer du bateau n’a pas sensiblement souffert.
- 15 juillet : Lewis explore la rivière Marias, séparé de Gass qu’il doit retrouver au confluent de la Marias à partir du 5 août et avant le 1er septembre. L’expédition de la rivière Marias comprend M. Lewis, R. Fields, J. Fields, G. Drouillard.
- 15 juillet - 26 juillet : Camp de la Déception. La rivière Marias ne mène pas très loin en direction du nord. Des Amérindiens sont finalement rencontrés.
- 20 juillet : Le groupe du sergent Ordway (du groupe de Clark) rejoint le groupe du sergent Gass aux grandes chutes du Missouri.

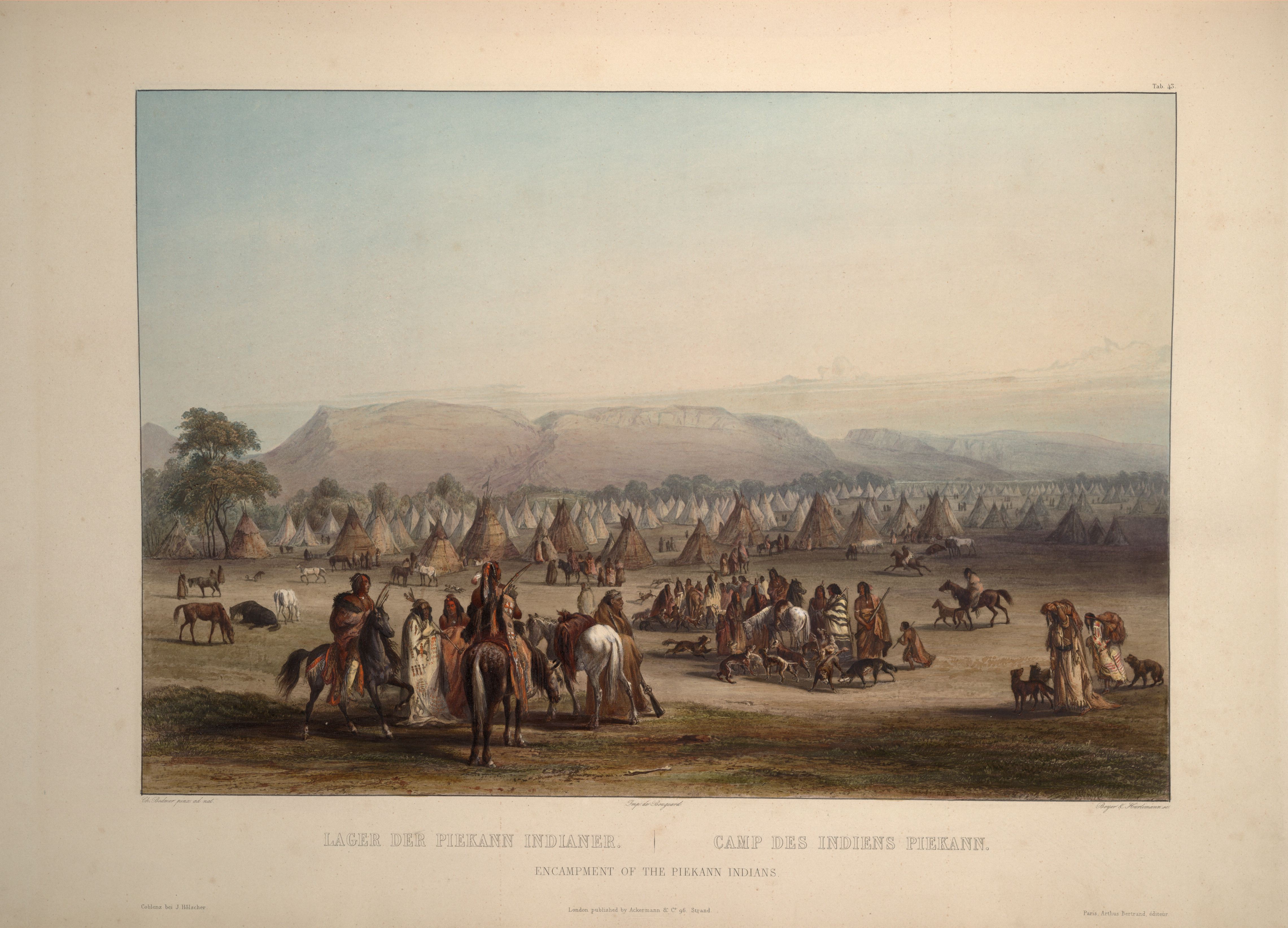
Camp des indiens Peikann (1840-1843), par Karl Bodmer.

- 27 juillet : Des indiens Pikunis tentent de voler les fusils du groupe de Lewis. Un combat s’engage et deux Amérindiens sont tués. C’est la seule rencontre hostile avec une tribu amérindienne.
- 28 juillet : Lewis rejoint Ordway et Gass.

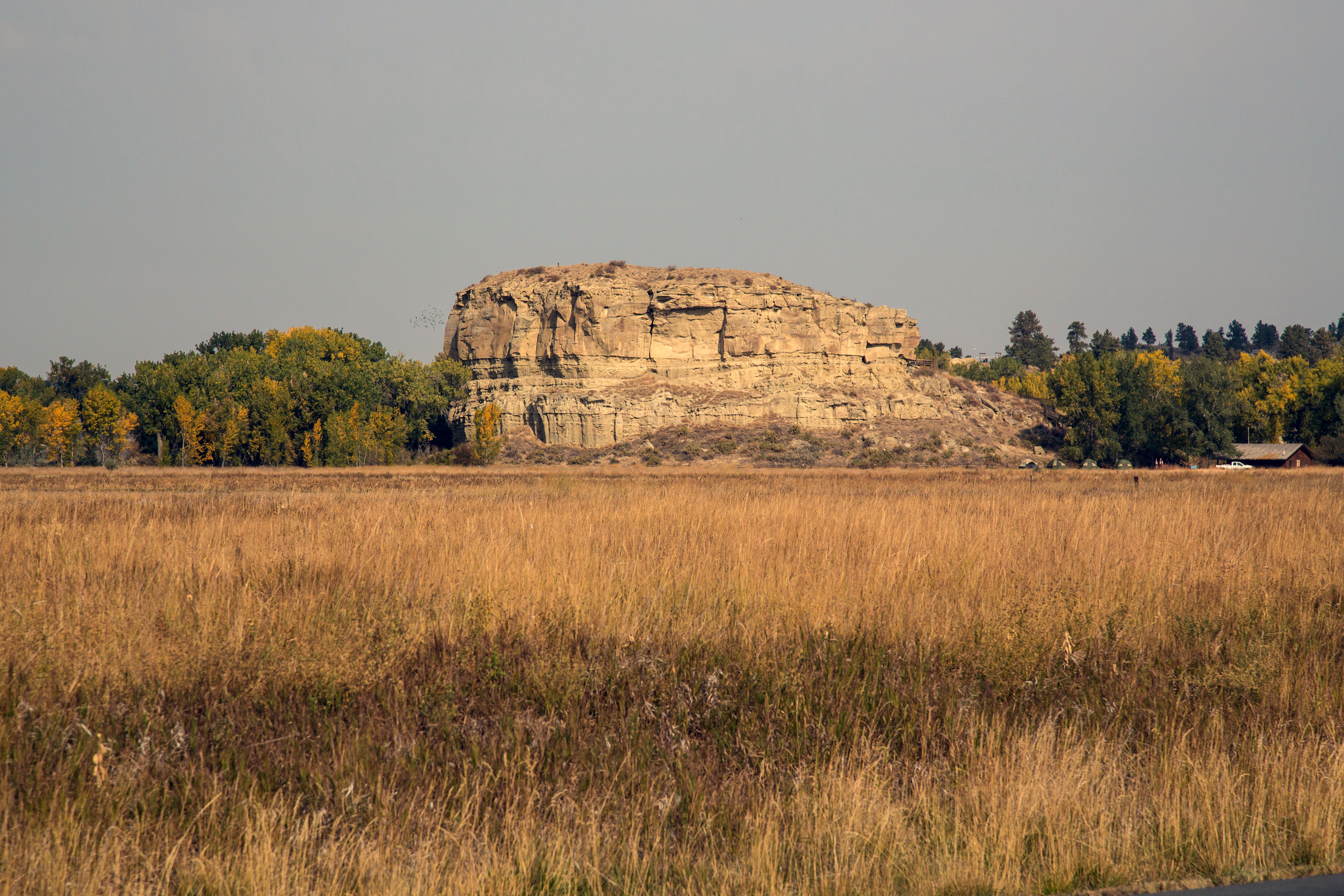
Le pilier Pompeys, un inselberg situé dans le comté de Yellowstone.

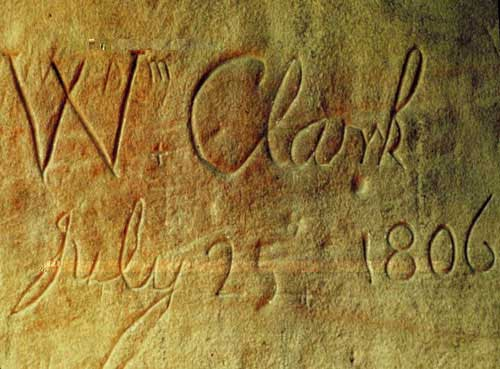
Signature de William Clark sur une paroi du pilier Pompeys.

- 3 juillet : Clark explore la Yellowstone - Quitte pour les Trois-Fourches et la Yellowstone. Le sergent Pryor, G. Gibson, H. Hall, R. Windsor. Le sergent Ordway, J. Colter, P. Cruzatte, F. LaBiche, T. Howard, J. Shields, B. LaPage, G. Shannon, J. Potts, W. Brattan, P. Wiser, P. Willard, J. Whitehouse, T. Charboneau, Sacagawea & Pomp, York.
- 6 juillet : Le groupe de Clark franchit la ligne de partage des eaux au col Gibbons.
- 8 juillet : Arrivée au camp de bonne Fortune et excavation de la cache de l’année précédente - le tabac est des plus appréciés.
- 13 juillet : Le sergent Ordway se sépare de Clark pour traverser le Missouri et rejoindre Lewis et Gass.
- 25 juillet : Clark découvre la Colonne de Pompey et marque son passage sur une paroi.
- 1er août : 36e anniversaire du capitaine Clark.
- 3 août : Clark arrive au confluent du Missouri et de la Yellowstone - continue la descente de la rivière en raison des moustiques.
- 8 août : Pryor et son groupe rejoignent Clark. Pryor et son groupe (sergent Pryor, G. Gibson, H. Hall, R. Windsor) laissent Clark avec des chevaux et une lettre pour Hugh Henry pour faire venir les Sioux à Washington et faire la paix avec les autres Amérindiens. « Chevaux volés, devons faire de solides bateaux pour traverser et descendre la rivière. »
- 11 août : Lewis est blessé par le tir accidentel d’un membre de son groupe.
- 12 août : Les deux groupes se rejoignent sur le Missouri dans l’actuel Dakota du Nord.
- 18 août : 32e anniversaire du capitaine Lewis.
- 14 août : Le village des Mandans est atteint. Charbonneau et Sacagawea y restent. John Colter repart en remontant la rivière avec les trappeurs Hancock et Dickson, et le reste de la compagnie demeure avec l’expédition pendant tout le chemin jusqu’à Saint-Louis.
- 23 septembre : La compagnie arrive à Saint-Louis, à l’issue d’un voyage de deux ans, quatre mois, et dix jours.